# 御殿場警察署
御殿場警察署（ごてんばけいさつしょ）は、静岡県警察の警察署の一つ。

## 概要
管内には陸上自衛隊富士駐屯地、東富士演習場、アメリカ海兵隊キャンプ富士などの軍事施設が密集している関係で、自衛隊を狙った違法反対活動も多い。又、御殿場市内では坂道が多く交通事故もかなり多い為、交通取締りにも力を入れている。

## 所在地
- 静岡県御殿場市北久原（ほっくばら）439番地2

## 管轄区域
- 御殿場市
- 駿東郡小山町

## 沿革
- 1875年（明治8年）10月20日 - 第一大区（駿東郡）邏卒分屯所として開設。
- 1876年（明治9年）
  - 9月20日 - 静岡出張所第一大区巡査分屯所に改称。
  - 12月28日 - 静岡出張所から分立して沼津出張所を開設。同時に、警察第二出張所に改称。これに伴い、警察第二出張所第一大区分屯所に改称.
- 1877年（明治10年）2月8日 - 沼津警察署御殿場分署に改称。
- 1889年（明治22年）3月1日 - 沼津警察署御殿場分署を沼津警察署御厨分署に改称。
- 1900年（明治33年）8月7日 - 沼津警察署御殿場分署に再改称。
- 1925年（大正14年）4月1日 - 旧御殿場警察署に昇格。
- 1948年（昭和23年）3月7日 - 旧警察法の施行により、自治体警察が御殿場町、小山町に設置。それ以外は国家地方警察静岡県駿東地区警察署の管轄区域だった。
- 1951年（昭和26年）
  - 9月30日 - 9月8日に御殿場町で行われた住民投票の結果、自治体警察廃止賛成多数を占めたため、御殿場町警察署は廃止。
  - 10月1日 - 御殿場町ほかは駿東地区警察署管轄区域に編入されたため、管轄区域を南北に分け北駿東地区警察署を駿東郡御殿場町上町31番地に開設。管轄区域は、現・御殿場警察署管轄区域と旧須山村。
- 1954年（昭和29年）7月1日 - 新警察法の施行により、北駿東地区警察署及び小山町警察廃止。静岡県警察が発足。静岡県御殿場警察署を開設。
- 1957年（昭和32年）9月1日 - 須山村が裾野町に編入で、管轄が沼津警察署に移る。
- 1978年（昭和53年）7月27日 - 現在地に移転。

## 組織
- 署長（警視）
- 副署長（警視）
- 警務課
- 会計課
- 交通課
- 地域課
- 刑事課
- 生活安全課
- 警備課

## 交番
- 御殿場駅前交番（御殿場市新橋）
- 富士岡交番
- 中畑交番（御殿場市中畑）
- 東田中交番（御殿場市東田中）
- 原里印野交番(御殿場市川島田)
- 須走交番（駿東郡小山町須走）
- 小山交番（駿東郡小山町小山）

## 駐在所
- 高根駐在所（御殿場市六日市場）
- 滝ヶ原駐在所（御殿場市中畑）
- 菅沼駐在所（駿東郡小山町菅沼）
- 足柄駐在所（駿東郡小山町竹之下）
- 北郷駐在所（駿東郡小山町用沢）

## 主な事件
- 御殿場事件
2001年9月、御殿場駅近くの御殿場市中央公園で発生した集団強姦未遂事件。「御殿場少女強姦未遂事件」とも称されている。判決は何れも有罪で、元少年4人に対し一審では懲役2年、二審でも懲役1年6ヶ月と6ヶ月減軽されただけで無罪は確定しておらず、最高裁で二審判決が確定した後川越少年刑務所で服役していた。被告人4人は冤罪と主張しているが、この事件はあくまでも冤罪の疑いがあるというだけである。被害者の少女は当時、「雨は降ってない」と主張していたが、現場近くで交通事故を起こした中年男性の父親によると「息子が事故を起こした時は本降りの雨が降っていて、警察に出頭した時も小雨が降っていた」との事である。元少年4人は2010年夏に川越少年刑務所を満期で出所した後、再審請求はしていないが、1年後の2011年末に静岡地方裁判所沼津支部に元少女に対し損害賠償請求を求める民事訴訟も起こしている。この事件の模様は主にテレビ朝日が10年近くに亘り取材を続けている。